# Aldeby
Aldeby är en ort och civil parish i Storbritannien.   Den ligger i grevskapet Norfolk och riksdelen England, i den sydöstra delen av landet, 160 km nordost om huvudstaden London. Aldeby ligger 11 meter över havet och antalet invånare är 437.
Terrängen runt Aldeby är platt. Runt Aldeby är det tätbefolkat, med 308 invånare per kvadratkilometer. Närmaste större samhälle är Lowestoft, 9,9 km öster om Aldeby. Trakten runt Aldeby består till största delen av jordbruksmark.